# آیسای، آیچی
آیسای، آیچی از شهرهای استان آیچی ژاپن است که جمعیت آن در ۱ ژانویه ۲۰۰۸ ۶۵٬۴۸۱نفر بوده‌است.